# Luiz Mancilha Vilela
Dom Luiz Mancilha Vilela, SS.CC. (Pouso Alto, 6 de maio de 1942 - Vitória, 23 de agosto de 2022) foi um bispo católico, arcebispo emérito de Vitória.

## Estudos e presbiterado
Filho de José Vilela de Mancilha e de Olívia Mancilha Mendes, cursou o ensino fundamental no Seminário Cristo Rei em Ferraz de Vasconcelos e o ensino médio no Colégio Regina Pacis.
Fez estudos de filosofia no Instituto Sagrados Corações, em Pindamonhangaba e de teologia na Pontifícia Universidade de Minas Gerais, em Belo Horizonte. Foi licenciado pela Universidade Federal de Minas Gerais, Belo Horizonte. Cursou "Teologia da Vida Religiosa" e "Formação para formadores para a Vida Religiosa e Sacerdotal".
Foi ordenado padre no dia 21 de dezembro de 1968, na cidade de Belo Horizonte pelo Cardeal Dom Serafim Fernandes de Araújo.

## Atividades durante presbiterado
Após sua ordenação, trabalhou coordenador de Pastoral Vocacional na Província da Congregação dos Sagrados Corações (SSCC), foi conselheiro provincial e superior do Seminário Sagrados Corações de Pindamonhangaba. Além de ser vigário ecônomo da Igreja Santo Antônio em Santo Antônio do Pinhal.
Em 1981 a Congregação lhe pediu um outro serviço, ser o Superior Provincial da Congregação dos Sagrados Corações de Jesus e Maria. Em 1985 foi re-eleito e nomeado para o mesmo cargo, mas a Igreja no mesmo ano pediu-lhe outra mudança.

## Episcopado
Em 3 de dezembro de 1985, o Papa João Paulo II nomeou-o bispo de Cachoeiro do Itapemerim. Sua ordenação episcopal ocorreu em 22 de fevereiro de 1986 pelo Cardeal Dom Serafim Fernandes de Araújo. Em Cachoeiro de Itapemirim, trabalhou incentivando a comunicação impressa, adquirindo uma Emissora de Rádio e investindo na formação de padres para assumirem o comando desses veículos.
Dezessete anos depois, no dia 3 de dezembro de 2002, foi nomeado arcebispo de Vitória pelo Papa João Paulo II, para ser sucessor de Silvestre Luís Scandián, SVD, cargo que assumiu em 23 de fevereiro de 2003. Em Vitória trabalhou recuperando a posse da Rádio FM e criando um Centro de Documentação, para resgatar a história não só da Igreja, mas do estado e principalmente, estabelecendo uma comunicação, transparente e contínua, com a imprensa local. Gosta das novas linguagens e não recusa usá-las, sempre que possível e necessário: escrita, imagem, som, mídia visual.
"O importante é falar na linguagem que as pessoas entendam e gostem", afirmou quando surgem ocasiões de se comunicar em vídeo, programa radiofônico, etc., o que faz com espontaneidade e competência.
Seu lema é em latim: UT PASTOR PASCET, isto é, “Qual Pastor que apascenta”. (Is. 40, 11).
Teve a sua renúncia aceita pelo Papa em 7 de novembro de 2018. Foi membro da Regional Leste 2 da CNBB (estados de Espírito Santo e Minas Gerais) e participou da "Dimensão Missionária" e da CONSEP.
É o autor de três livros: "Ore Comigo", "Nos Passos de Jesus" e "Vitrais, um hino a Deus Criador".

## Morte
Vilela morreu em 23 de agosto de 2022, aos oitenta anos de idade, em um hospital em Vitória. Dom Luiz foi sepultado na cripta da Catedral Metropolitana de Vitória, após Missa Exequial presidida por Dom Dario Campos no dia 25 de agosto de 2022 às 10h. 

## Brasão episcopal
ESCUDO: Partido. No primeiro do ouro, dois Corações de sua cor: um encimado de uma cruz e cingido por uma coroa de espinhos, outro por uma coroa de rosas e passado por uma espada de prata. De um e outro se alteiam chamas. No segundo, a cruz de ouro, aberta em um campo de azul. A divisão do escudo é o brasão da família Mancilha e a cruz figura no brasão da família Vilela.
INSÍGNIAS ARQUIEPISCOPAIS: Chapéu prelatício, com quatro fileiras de borlas, em verde; cruz arquiepiscopal, timbre e pálio de Arcebispo.
LEMA: No listel, em latim: UT PASTOR PASCET, isto é, “Qual Pastor que apascenta”. (Is. 40, 11).
SIMBOLOGIA: Os dois Corações são símbolo da Congregação Religiosa a que pertence. A cruz de ouro, aberta em campo de azul, é o símbolo da fé. Consoante à espiritualidade de seu Instituto Religioso, o Bispo entra no mistério de Servo de Javé, experimentado pelo sofrimento e no da Serva do Senhor, orientada para o mistério do Verbo nela encarnado. Na pastoral diocesana, vai o Bispo anunciar (Ef. 3-8), por meio do Coração Imaculado de Maria, a riqueza insondável do Coração de Jesus, para que Cristo habite pela fé nos corações; sejam todos enraizados e fundados no amor e repletos de toda a plenitude de Deus.

## Ordenações episcopais
Dom Luiz presidiu a ordenação episcopal de: Dom Frei Mário Marquez, OFM Cap. e Dom Rubens Sevilha
Dom Luiz foi concelebrante da ordenação episcopal de:
Dom Décio Sossai Zandonade, Dom Joaquim Wladimir Lopes Dias e Dom Juarez Delorto Secco